# Ripon (Kalifornien)

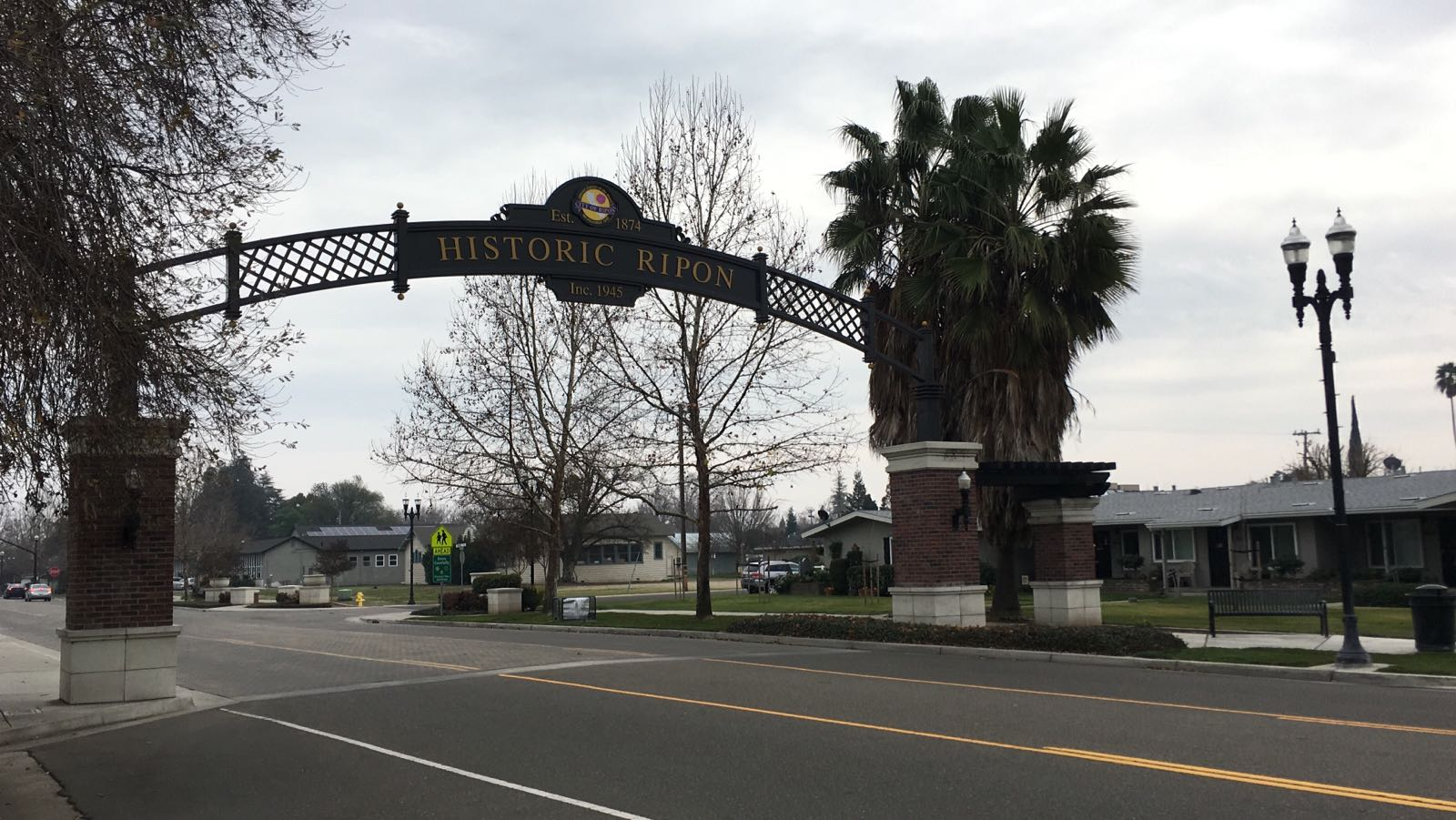
Ripon (Kalifornien)

Ripon ist eine Stadt im San Joaquin County im US-Bundesstaat Kalifornien mit 16.013 Einwohnern (Stand: 2020). Die Stadt befindet sich bei den geographischen Koordinaten 37,74° Nord, 121,13° West. Das Stadtgebiet hat eine Größe von 10,8 km². 
Ripon, ursprünglich Murphy's Ferry genannt, wurde nach Ripon in Wisconsin benannt.